# Ciclismo nos Jogos Pan-Americanos de 1987
As competições de ciclismo nos Jogos Pan-Americanos de 1987 foram realizadas em Indianápolis, Estados Unidos. Esta foi a décima edição do esporte nos Jogos Pan-Americanos. Foi a primeira edição em que o esporte teve disputas femininas.

## Masculino

### Corrida individual 200 m (Pista)
| POSIÇÃO | CICLISTA             |
| ------- | -------------------- |
|         | Ken Carpenter (USA)  |
|         | Mark Gorski (USA)    |
|         | Curtis Harnett (CAN) |

### Contra o relógio individual 1.000 m (Pista)
| POSIÇÃO | CICLISTA             |
| ------- | -------------------- |
|         | Curtis Harnett (CAN) |
|         | Gene Samuel (TRI)    |
|         | Leonard Nitz (USA)   |

### Corrida de pontos de 50 km (Pista)
| POSIÇÃO | CICLISTA               |
| ------- | ---------------------- |
|         | Federico Moreira (URU) |
|         | José Youshimatz (MEX)  |
|         | Conrado Cabrera (CUB)  |

### Perseguição individual de 4.000 m (Pista)
| POSIÇÃO | CICLISTA                 |
| ------- | ------------------------ |
|         | Gabriel Curuchet (ARG)   |
|         | David Brinton (USA)      |
|         | Patrick Beauchemin (CAN) |

### Perseguição por equipes de 4.000 m (Pista)
| POSIÇÃO | CICLISTA       |
| ------- | -------------- |
|         | Estados Unidos |
|         | Argentina      |
|         | Brasil         |

### Corrida individual de 171 km (Estrada)
| POSIÇÃO | CICLISTA                 |
| ------- | ------------------------ |
|         | Luis Rosendo Ramos (MEX) |
|         | Marcos Mazzaron (BRA)    |
|         | Enrique Campos (VEN)     |

### Contra o relógio por equipes 100 km (Estrada)
| POSIÇÃO | CICLISTA       |
| ------- | -------------- |
|         | Estados Unidos |
|         | Cuba           |
|         | México         |

## Feminino

### Corrida individual 200 m (Pista)
| POSIÇÃO | CICLISTA                      |
| ------- | ----------------------------- |
|         | Connie Paraskevin-Young (USA) |
|         | Renee Duprel (USA)            |
|         | Olga Ruyol (CUB)              |

### Perseguição individual de 3.000 m (Pista)
| POSIÇÃO | CICLISTA              |
| ------- | --------------------- |
|         | Rebecca Twigg (USA)   |
|         | Kelly-Ann Way (CAN)   |
|         | Enedilma Poveda (CUB) |

### Corrida individual de 57 km (Estrada)
| POSIÇÃO | CICLISTA                     |
| ------- | ---------------------------- |
|         | Rebecca Twigg (USA)          |
|         | Inge Thompson-Benedict (USA) |
|         | Sara Neil (CAN)              |